# Her Bright Skies
Her Bright Skies est un groupe suédois de post-hardcore, originaire de Jönköping.

## Historique
Le groupe est composé des musiciens Johan « Jaybee » Brolin (chant), Niclas Sjostedt (guitare), Peter « Pete » Nilsson (guitare, chant), Joakim « Jolle » Karlsson (basse, chant) et Jonas Gudmundsson (batterie). En 2007, Her Bright Skies publie un premier EP Behind Quiet Waters, produit en interne et auto-distribué.
Leur premier album, A Sacrament: Ill City, est publié en 2008 sous le label District 19. Deux ans plus tard, le deuxième album, Causing a Scene, suit au label indépendant suédois Panic and Action. En soutien à l'album, le single Little Miss Obvious est publié, et un clip est filmé. Ils tournent ensuite en Angleterre, entre autres à Londres et Manchester qui serviront de lieux de tournage. Ils tournent ensuite en Suède, notamment au Pier Pressure 2010 à Göteborg avec notamment HIM, Paramore, 30 Seconds to Mars, et Pendulum. Ils jouent aussi avec Adept et Bring Me the Horizon. Avec le groupe Bring Me the Horizon, ils tournent en Scandinavie. Au Vätterfesten, ils jouent avec Anna Bergendahl et Medina. Le groupe est en tête d'affiche du Panic & Action Tour avec Kid Down en Suède. Aussi, le groupe joue des concerts en Norvège, en Allemagne, en Autriche et aux Pays-Bas. Le groupe joue à la Siesta! Festival du 2 au 4 juillet avec Asking Alexandria], ...And You Will Know Us by the Trail of Dead, August Burns Red, Adept, et Bullet.
Le 6 juillet 2011, le groupe tourne au Putte i Parken avec Kesha, Dead by April, Monster Magnet, Paramore, Pendulum, Rasmus Seebach et The Wombats. En mars 2012, un EP semi-acoustique intitulé DJ Got Us Falling in Love est publié. Le groupe commence en février 2012 à enregistrer l'album Causing a Scene à New York. L'album, inititulé Rivals, est publié en janvier 2013. En avril et mai 2013, le groupe visite pour la première fois les États-Unis.
Le 6 janvier 2014, le groupe annonce sur Facebook le départ de Jonas Gudmundsson. 
En septembre 2015, le groupe sort un EP de 4 chansons, intitulé Prodigal Son. En décembre 2015, Joakim Karlsson quitte Her Bright Skies et devient le guitariste du groupe Bad Omens.
Le 26 mars 2016, les membres de Her Bright Skies annoncent la fin du groupe et jouent leur dernier concert avec les membres originaux (Jaybee, Niclas, Petter, Joakim et Jonas).
En mars 2020, 4 ans après sa séparation, le groupe annonce son retour avec le single Bored. Cela marque également le retour de Jonas Gudmundsson dans le groupe.

## Membres

### Membres actuels
- Johan « Jaybee » Brolin – chant
- Niclas Sjostedt – guitare
- Peter « Pete » Nilsson – guitare
- Jonas Gudmundsson - batterie

### Anciens membres
- Albin Blomqvist – basse, chœurs
- Joakim « Jolle » Karlsson – basse, chœurs

## Discographie

### Albums studio
- 2008 : A Sacrament; Ill City
- 2010 : Causing a Scene
- 2012 : Rivals

### EP
- 2006 : Her Bright Skies[9]
- 2007 : Beside Quiet Waters
- 2012 : DJ Got Us Falling In Love
- 2015 : Prodigal Son

### Singles
- 2010 : Little Miss Obvious
- 2011 : Ghosts of the Attic
- 2012 : Lovekills
- 2014 : Bonnie and Clyde
- 2020 : Bored

### Clips
- 2006 : Synapse Year
- 2008 : Burn All the Small Towns
- 2010 : Little Miss Obvious
- 2011 : Sing It!
- 2011 : Ghosts of the Attic
- 2012 : DJ Got Us Fallin' In Love
- 2012 : Lovekills
- 2013 : Rivals
- 2014 : Bonnie and Clyde (The Revolution)
- 2014 : Hurt (NIN/Johnny Cash cover)